# Cabañas del Castillo
Cabañas del Castillo (extremadurai nyelven Cabañas del Castillu) település Spanyolországban, Cáceres tartományban. Cabañas del Castillo Aldeacentenera, Robledollano, Navalvillar de Ibor, Navezuelas, Cañamero, Berzocana és Deleitosa községekkel határos. Lakosainak száma 407 fő (2024).

## Népesség
A település népessége az elmúlt években az alábbi módon változott:
| Lakosok száma | 528  | 521  | 477  | 423  | 478  | 458  | 454  | 431  | 419  | 407  |
|               | 2001 | 2004 | 2006 | 2009 | 2011 | 2014 | 2016 | 2019 | 2021 | 2024 |